# Schloss Stietencron

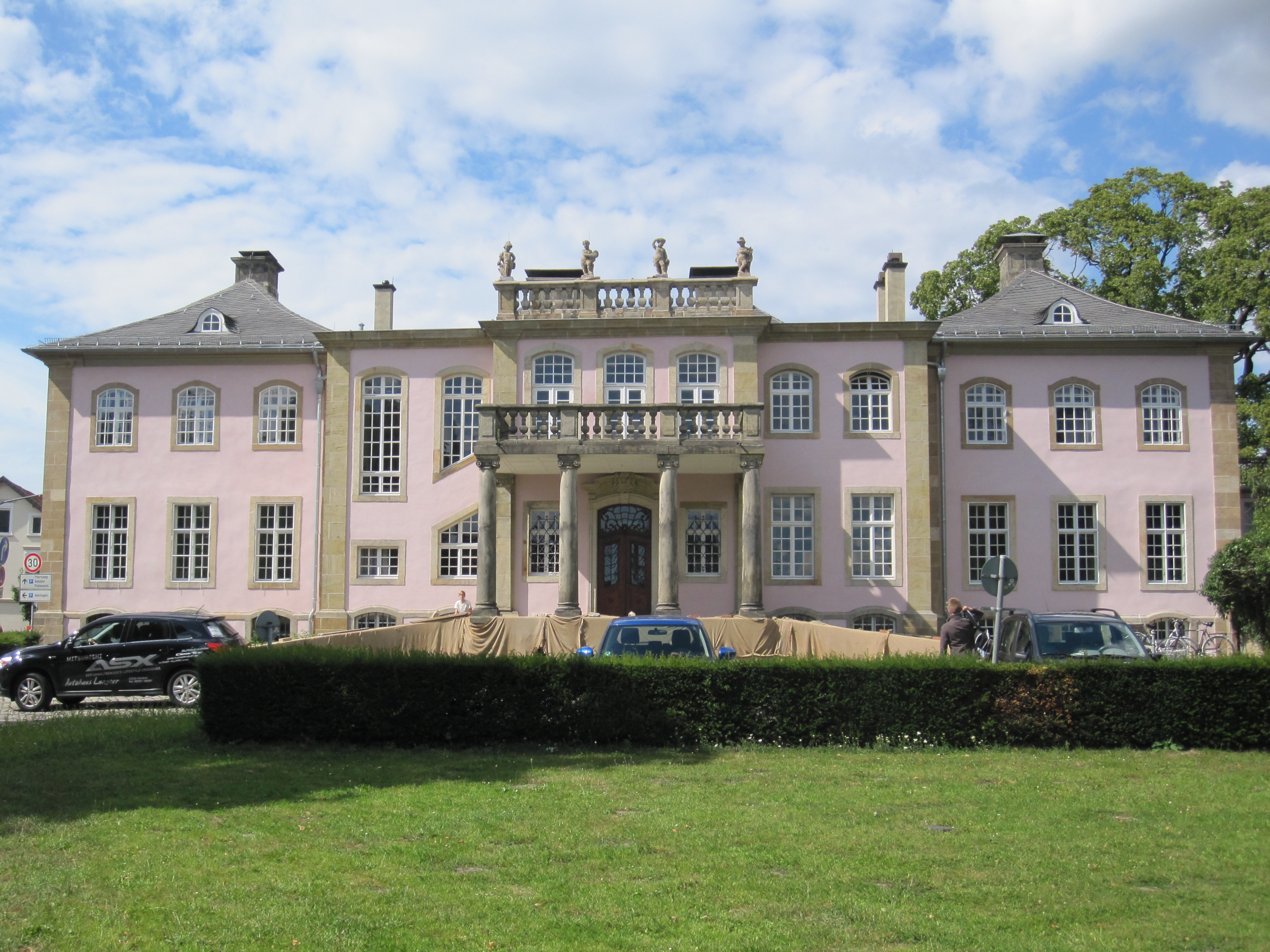
Schloss Stietencron (Südseite, heutiger Haupteingang)

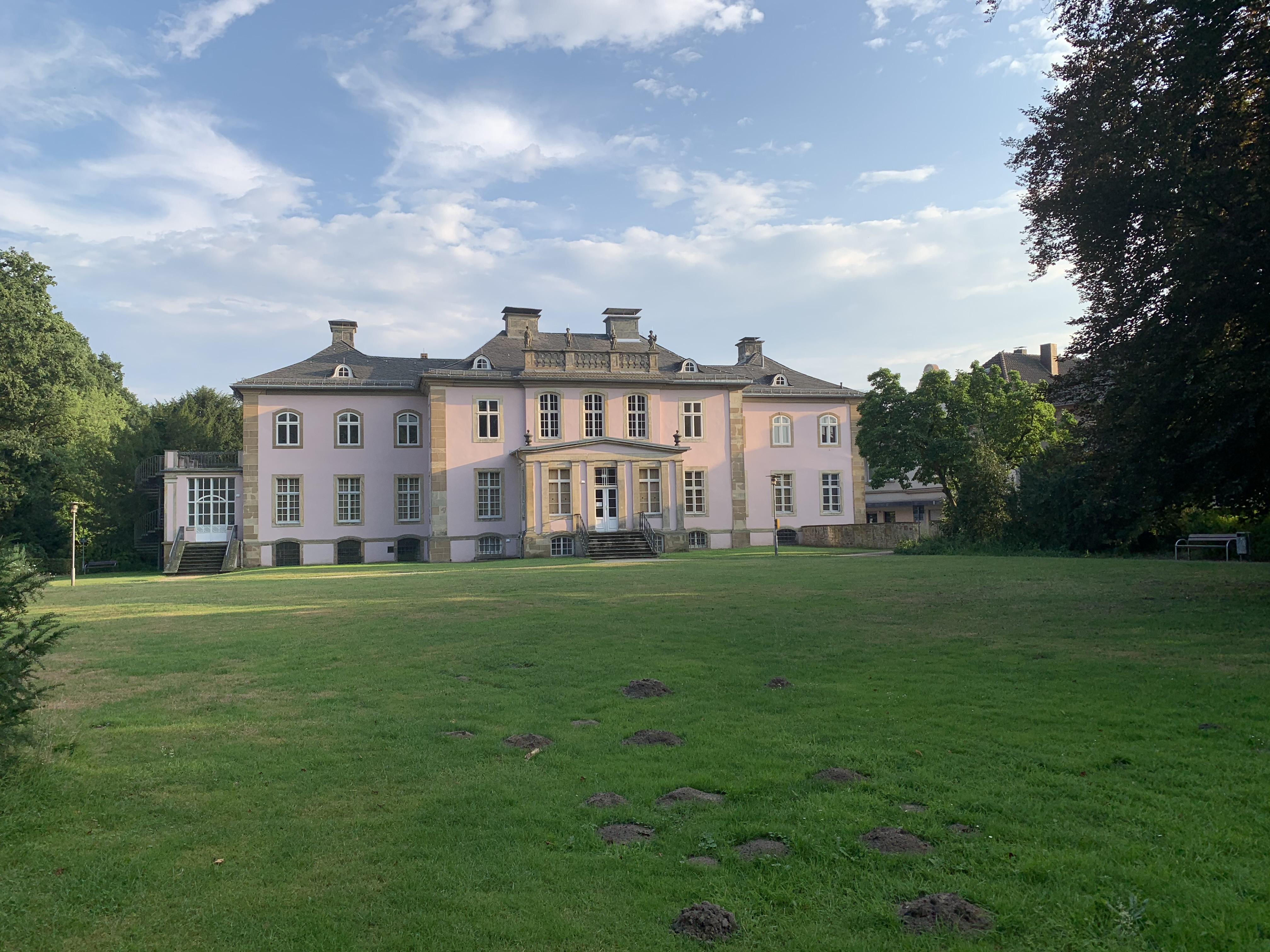
Nordseite von Schloss Stietencron mit Schlosspark, früherer Haupteingang

Das Schloss Stietencron befindet sich in der Schlossstraße in Schötmar, einem Ortsteil von Bad Salzuflen. Es diente als Sitz des Rittergutes Schötmar. Gegenwärtig ist die Musikschule Bad Salzuflen in den Räumlichkeiten untergebracht. Der Park hinter dem Schloß wird für Konzerte und andere Veranstaltungen genutzt und ist frei zugänglich.

## Geschichtlicher Überblick
Das Rittergut Schötmar wurde 1664 durch den aus Wöbbel stammenden Oberst Simon Moritz von Donop (1613–1676) begründet. Dieser hatte Anfang der 1660er Jahre den Schötmaraner Kirchspielkrug (heute „Korf“) samt allen Privilegien und danach weitere Ländereien und Gebäude erworben. 1664 gelang es Simon Moritz von Donop für sein Anwesen den Status eines Rittergutes zu erwirken. Im Jahr 1729 wurde das Schloss von dem schwedischen und kurhessische Staatsminister August Moritz Abel Plato von Donop erbaut. Es diente als Herrenhaus des Rittergutes Schötmar.
Zwischen 1788 und 1831 wechselten Schloss und Rittergut mehrfach den Besitzer.

„Da das freie adeliche Gut Schötmar nebst großer und kleiner Jagd, imgleichen der dazu gehörigen ansehnlichen, Branteweinsbrennerei auf Weynachten d. J. pachtlos wird, und unter der Hand wieder verpachtet werden soll; so können sich Pachtlustige bei dem Mandatario der Frau Obristin von Donop Consistorial-Secretario Knoch melden, und daselbst die Pachtbedingungen erfahren, auch den Anschlag einsehen. Schötmar den 29 Jul. 1781.“

1831 kaufte Johann von Stietencron der ältere (1751–1836) das Schloss mit dem rund 138 Hektar großen Anwesen und machte es zum Sitz der Familie von Stietencron. Sein Sohn Johann von Stietencron, genannt Iwan, erbte das Haus 1835. Er war ein Studienfreund von Bismarck, Präsident der lippischen Ritterschaft und Mitglied des lippischen Landtages. Nach dem Tod Iwans im Jahr 1873 fiel das Haus an seinen Sohn Iwan (II) (geb. 1844), der Umbauten und Modernisierungen vornahm. Iwan (II) starb 1897 und hinterließ das Rittergut und Schloß seinem 7-jährigen Sohn Iwan (III). Es wurde zu dieser Zeit von seiner Witwe Margarete verwaltet, die umfangreiche Umbaumaßnahmen vornahm. Nachdem Iwan (III) und sein Bruder Heinz im Ersten Weltkrieg fielen, wurde ihr Onkel Hartwig von Stietencron (1847–1932) neuer Schlossherr. Dessen Sohn Iwan Eduard von Stietencron (1883–1952) übernahm das Schloss im Jahr 1930 und schenkte es 1941/1942 seinem Neffen Bertus von Stietencron (1921–1957).
1949 kaufte die Stadt Schötmar den Park und übernahm das Schloss als Beigabe. Für kurze Zeit wurde das Schloss als Entbindungsstation genutzt. Seit dem Jahr 1983 hat die Musikschule Bad Salzuflen ihren Sitz im Schloss Stietencron. Im Rokokosaal des Schlosses werden Trauungen durchgeführt.

## Bauliche Maßnahmen
In den Jahren 1729 bis 1732 im Stil des Spätbarocks und Rokokos erbaut, folgten bereits 1758/59 erste kleinere Umbaumaßnahmen. Ab 1909 wurde es um die neue Eingangshalle und das Treppenhaus an der Eingangsseite erweitert. Im Jahr 1913 ließ Margarete von Stietencron, die das Schloss von ihrem Mann Iwan (II) von Stietencron erbte, weitreichende Umbaumaßnahmen vornehmen. So wurde das Gebäude im neoklassizistischen Stil modernisiert und der Haupteingang wurde von der Nordseite auf die Südseite verlegt. Der neue Eingang bekam einen von vier Säulen getragenen Balkon und eine Rampenauffahrt. In den Jahren 2009 und 2010 erfolgte eine umfangreiche Sanierung des Schlosses. In diesem Zusammenhang wurden sämtliche Fenster überarbeitet, ein neues Schieferdach wurde aufgebracht und die Fassade wurde verputzt und mit einem neuen Anstrich versehen.

## Schlosspark
Der Schlosspark Schötmar bzw. Stietencronpark hat sich seit dem 18. Jahrhundert zu einem Bürgerpark entwickelt.

### 18. Jahrhundert
Ein Lageplan von 1775 zeigt nördlich des Schlosses einen regelmäßig gestalteten Blumen- und Lustgarten. Zeitgenössische Schriftquellen erwähnen außerdem mehrere Alleen sowie einen Küchen- und Obstgarten. Aus dieser Zeit stammen vermutlich die mächtigen alten Bäume, insbesondere ein Spitzahorn und eine Esskastanie. Beide Bäume haben einen beträchtlichen Stammumfang von jeweils 4,50 m.

### 19. Jahrhundert

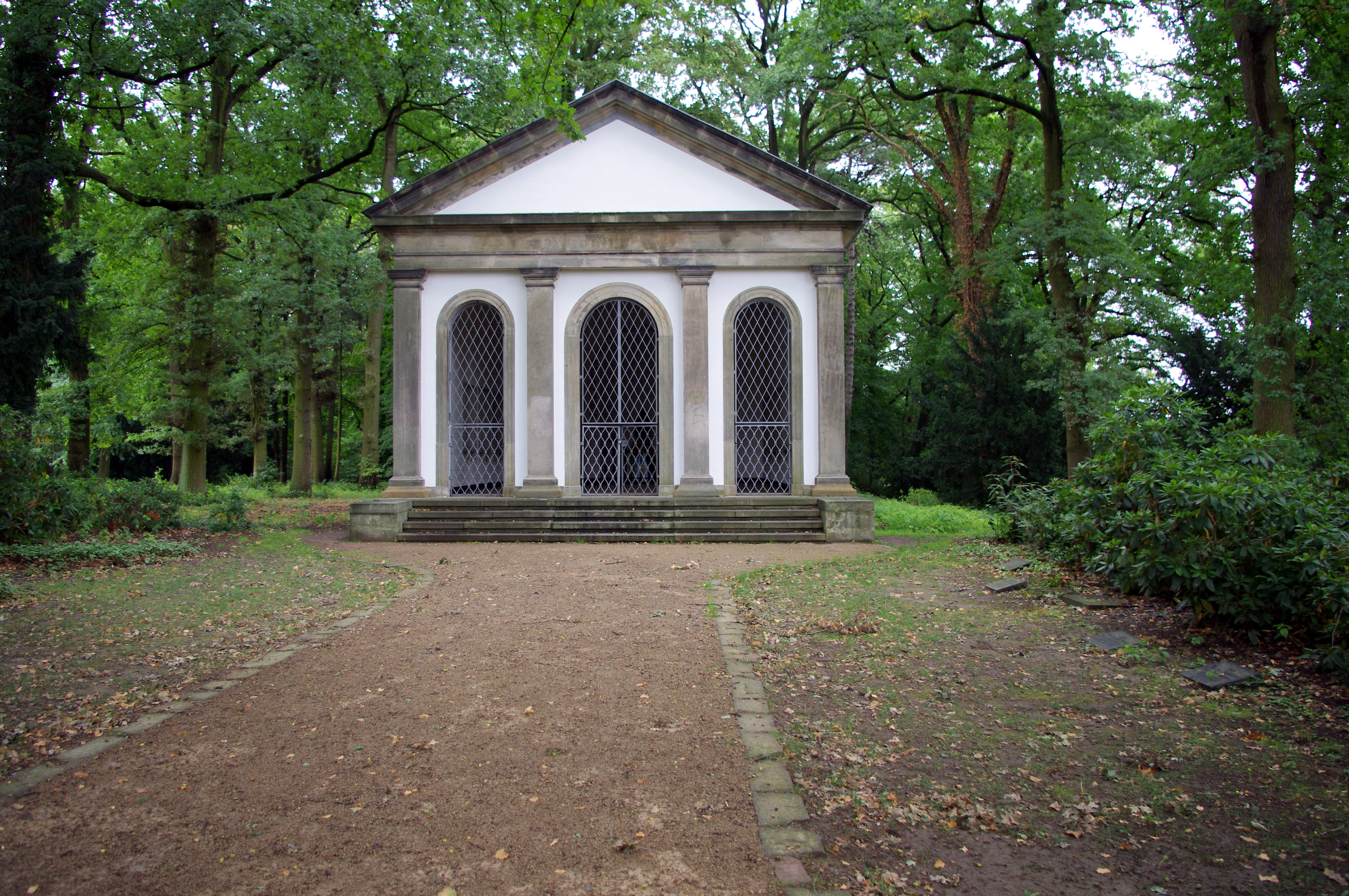
Das ehemalige Mausoleum der Stietencrons, heute ein Ehrenmal

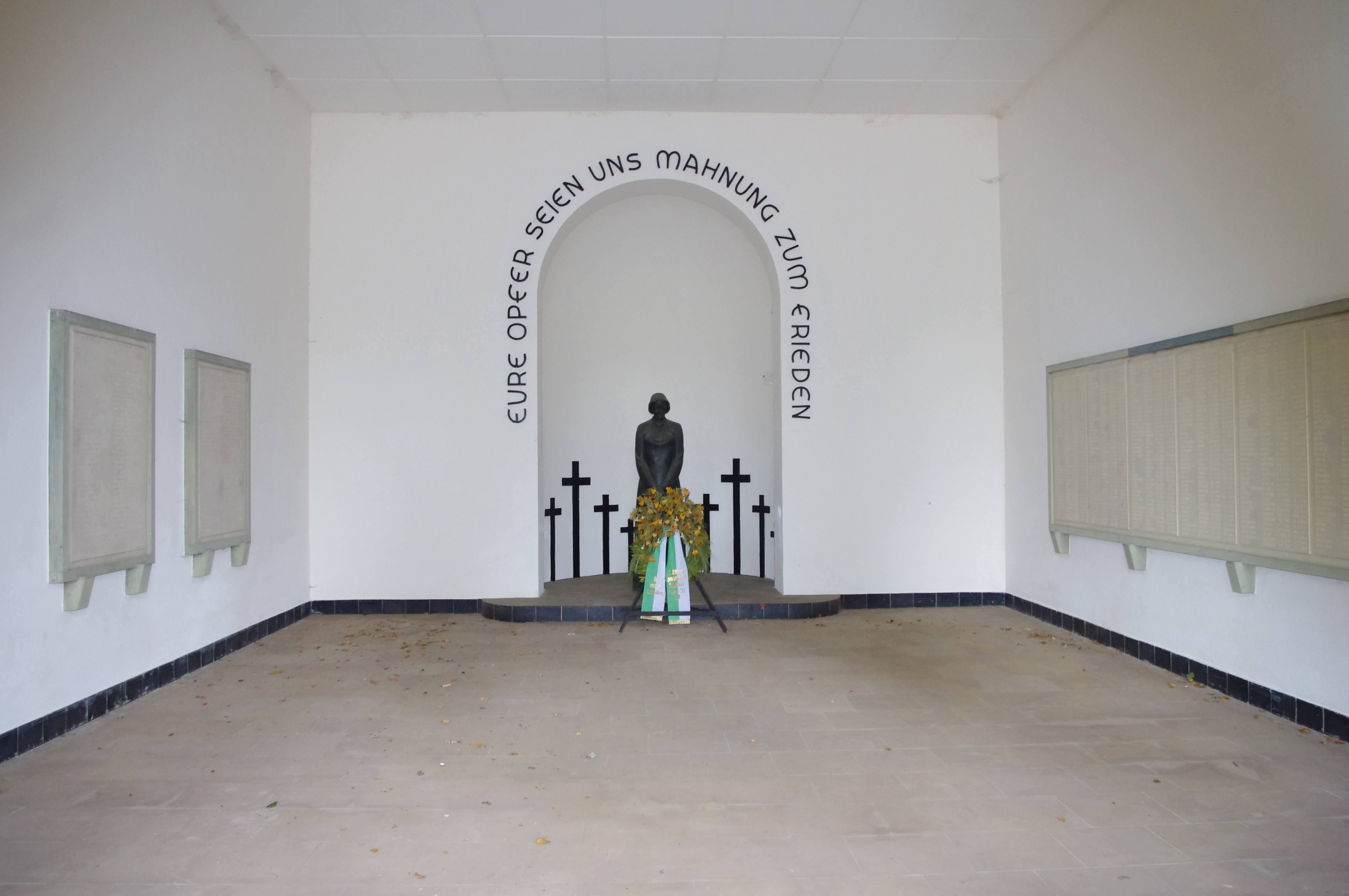
Innenansicht des heutigen Ehrenmals

Johann von Stietencron ließ 1867, nach Streitigkeiten mit der evangelischen Kirchengemeinde Schötmar, im Park eine eigene Familienkapelle mit Mausoleum errichten. Wohl zur gleichen Zeit wurde die zum Mausoleum führende Eichenallee gepflanzt. Zusammen mit seiner Frau Catharina, genannt Cathinka, erweiterte er den Park fast bis auf die heutige Größe. Ebenso zeigte ihr Sohn Iwan Friedrich eine besondere Vorliebe für den Park und ließ wie seine Eltern seltene Bäume anpflanzen. Zahlreiche seltene, oftmals vor mehr als 100 Jahren gepflanzte Laubbäume und Koniferen, bestimmen seitdem das Bild des Landschaftsparks. Iwan Friedrich stellte den Schlosspark auch den Schötmarer Bürgern für gelegentliche Feste zur Verfügung. Nach dem Tod von Cathinka im Jahre 1910, sie überlebte ihren Gatten um 37 Jahre, vermachte sie dem Schlossgärtner als Ausdruck ihrer hohen Wertschätzung seiner Leistungen einen größeren Geldbetrag.

### 20. Jahrhundert
Die baulichen Veränderungen am Schloss bewirkten auch weitere Umgestaltungsmaßnahmen im Park. Bis 1913 erfolgte die Hauptzufahrt zum Herrenhaus aus nördlicher Richtung durch einen schnurgeraden Weg, der mit einer Lindenallee gesäumt war. Der Weg und die Allee sind heute ebenso wie ein gemauerter Freisitz mit darunterliegendem Eiskeller nicht mehr vorhanden. Ebenfalls nicht mehr erhalten hat sich ein großes Wasserbecken, das ursprünglich als Freibad genutzt werden sollte.
1917 gelang dem Schötmarer Ornithologen Gustav Wolff der erste gesicherte Brutnachweis des Zwergschnäppers in Nordrhein-Westfalen, im Schlosspark konnte er im Juni desselben Jahres das erste Foto eines Brutpaars überhaupt machen.
1933 ließ der damalige Schlossherr in Höhe des Mausoleums nahe an der Parkmauer eine Solequelle erbohren, um das Quellwasser direkt in das Becken zu leiten. Heute ist diese Stelle in der Parkmauer mit einem ovalen Durchblick gekennzeichnet.
Beim Erwerb des Schlossgeländes im Jahre 1949 zum Preis von damals 240.000 DM (in heutigen Preisen ca. 385.704 Euro) verpflichtete sich die Stadt, den Park als öffentliche Anlage zu pflegen und das Mausoleum mit dem kleinen Friedhof der Familie von Stietencron in einem würdigen Zustand zu erhalten. Das Schlossgebäude musste als „Beigabe“ mit übernommen werden. Die Stadt plante die Umgestaltung des Schlossparks zu einem „Volkspark“ zur Ruhe und Entspannung der Bürger. Gleich im Frühjahr 1950 begann man mit der Umgestaltung der Anlage. Ein intensiv gestalteter Bereich entstand südlich vom Schloss. Als botanischer Schaugarten sind ein artenreicher Staudengarten und ein Heidegarten mit zahlreichen Moorbeetpflanzen angelegt worden. Unmittelbar am Schloss werden die Themengärten durch einen Rosengarten vervollständigt, dessen geometrische Beete mit regelmäßig geschnittenen Buchsbaumhecken umgrenzt sind.

### Heutiger Zustand und heutige Nutzung
Die ab 1950 geschaffene Struktur bestimmt noch heute das Bild des Parks. An der nordwestlichen Seite wurde ein neuer dekorativer Haupteingang zum Park geschaffen. Im nördlichen Parkbereich wurde der inzwischen verwilderte Baumbestand ausgelichtet, großzügige neue Rasenflächen angelegt und die Randbereiche mit Gehölzen und Stauden bepflanzt. Der südwestliche Parkteil im Bereich des Mausoleums hat heute eher den Charakter eines kleinen Wäldchens. Anfang der 1960er Jahre wurde das Mausoleum im Schlosspark zur Gedenkstätte für die Opfer beider Weltkriege umgebaut. Lediglich vier Inschriftenplatten eines 1922 im Schlosspark aufgestellten Ehrenmals wurden bei der Ausgestaltung der Mausoleumshalle wiederverwendet. Aus dem einstmals herrschaftlichen Lustgarten ist heute eine innerstädtische Parkanlage geworden, die auch für öffentliche Veranstaltungen und Konzerte genutzt wird. In Teilbereichen steht die Nutzungsintensität für solche Veranstaltungen im Konflikt mit der Erhaltung der Parksubstanz.